# HD 97583
HD 97583，又名CP-63 1860，SAO 251320、HR 4355，是一颗恒星，视星等为5.23，位于銀經292.44，銀緯-3.33，其B1900.0坐标为赤經11h 8m 36.8s，赤緯-63° -3.33′ 33″。